# 天主教聖安德肋小學

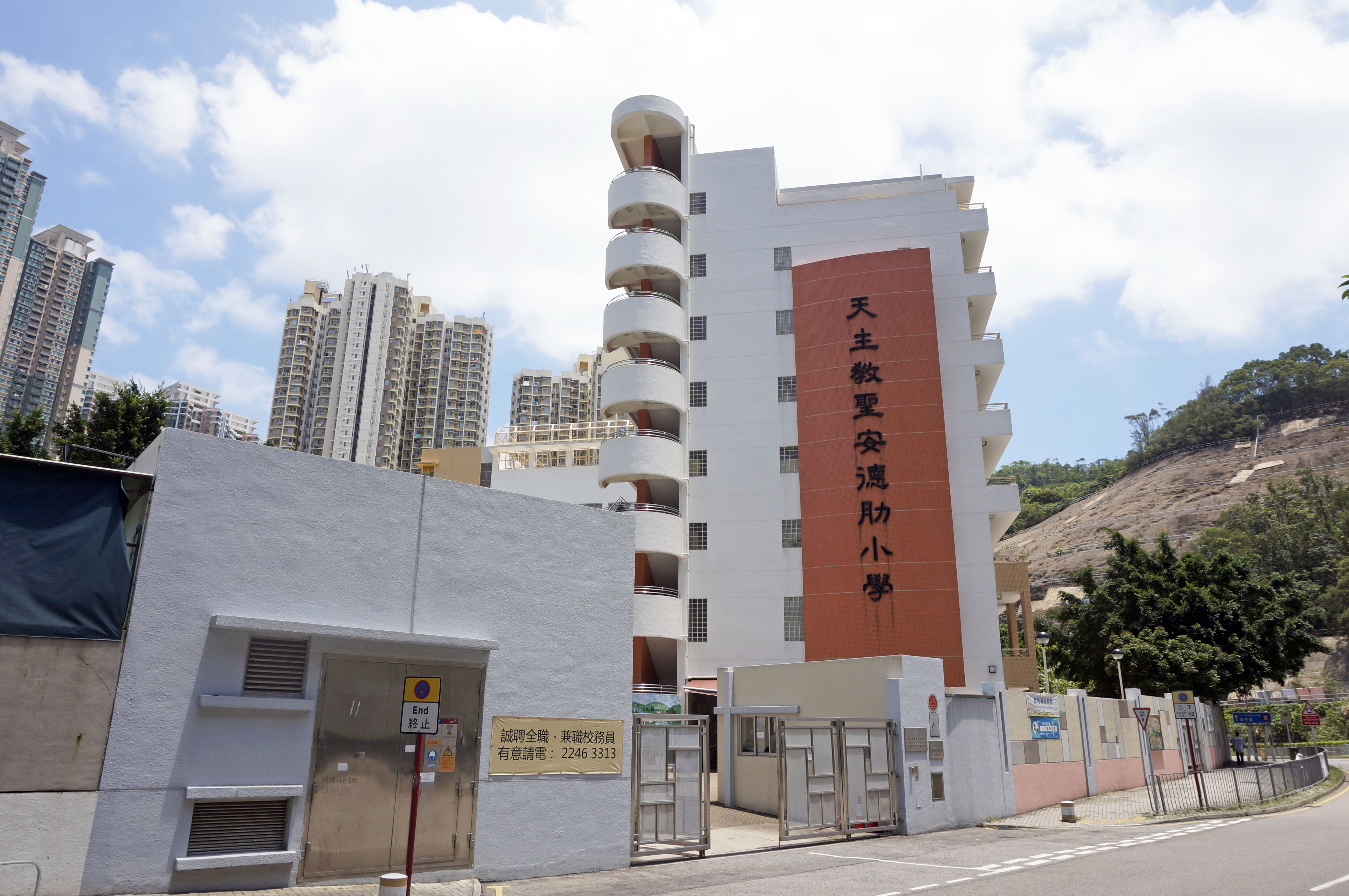
天主教聖安德肋小學校舍的外貌

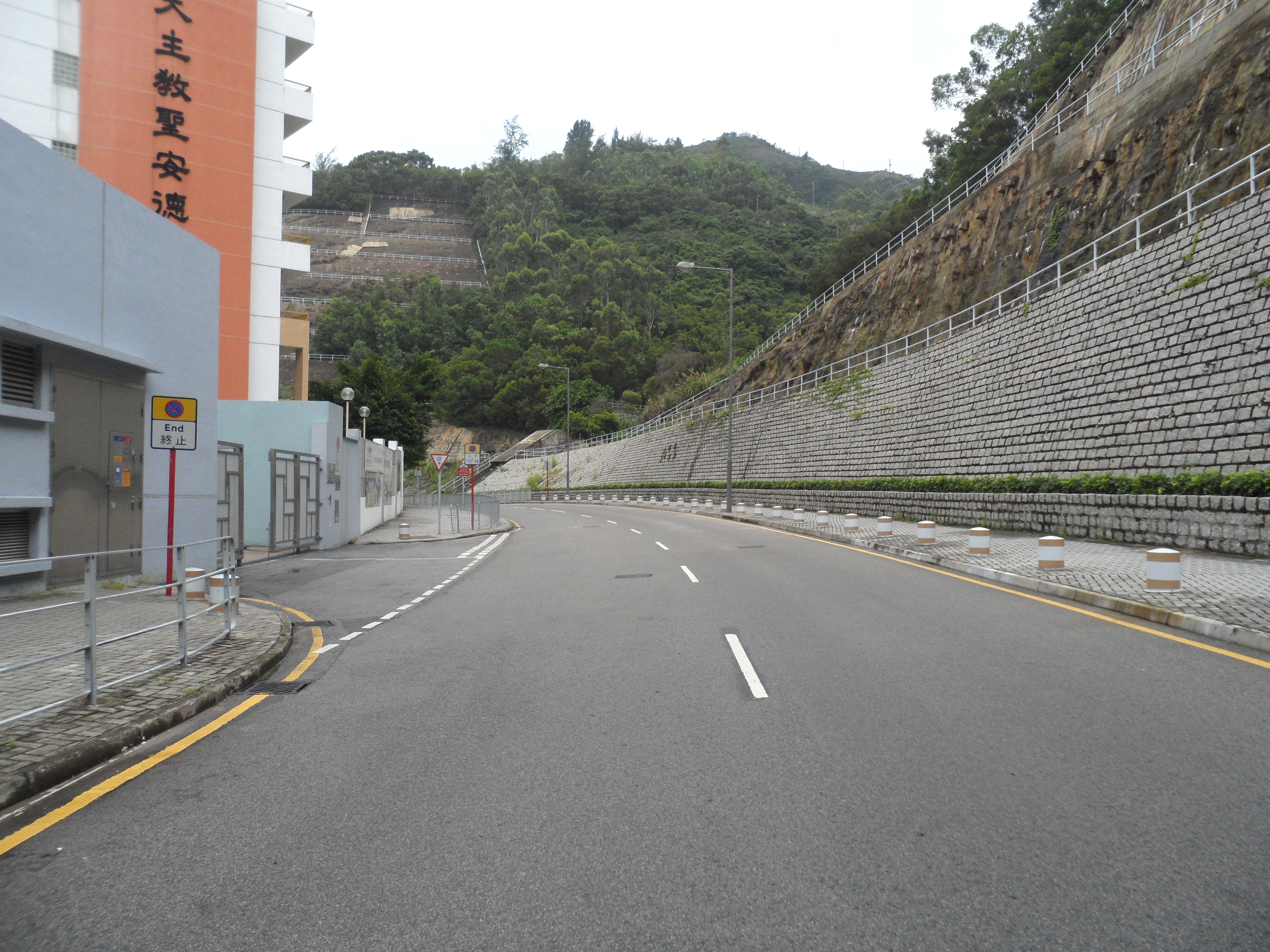
左方為天主教聖安德肋小學，圖中是翠嶺路

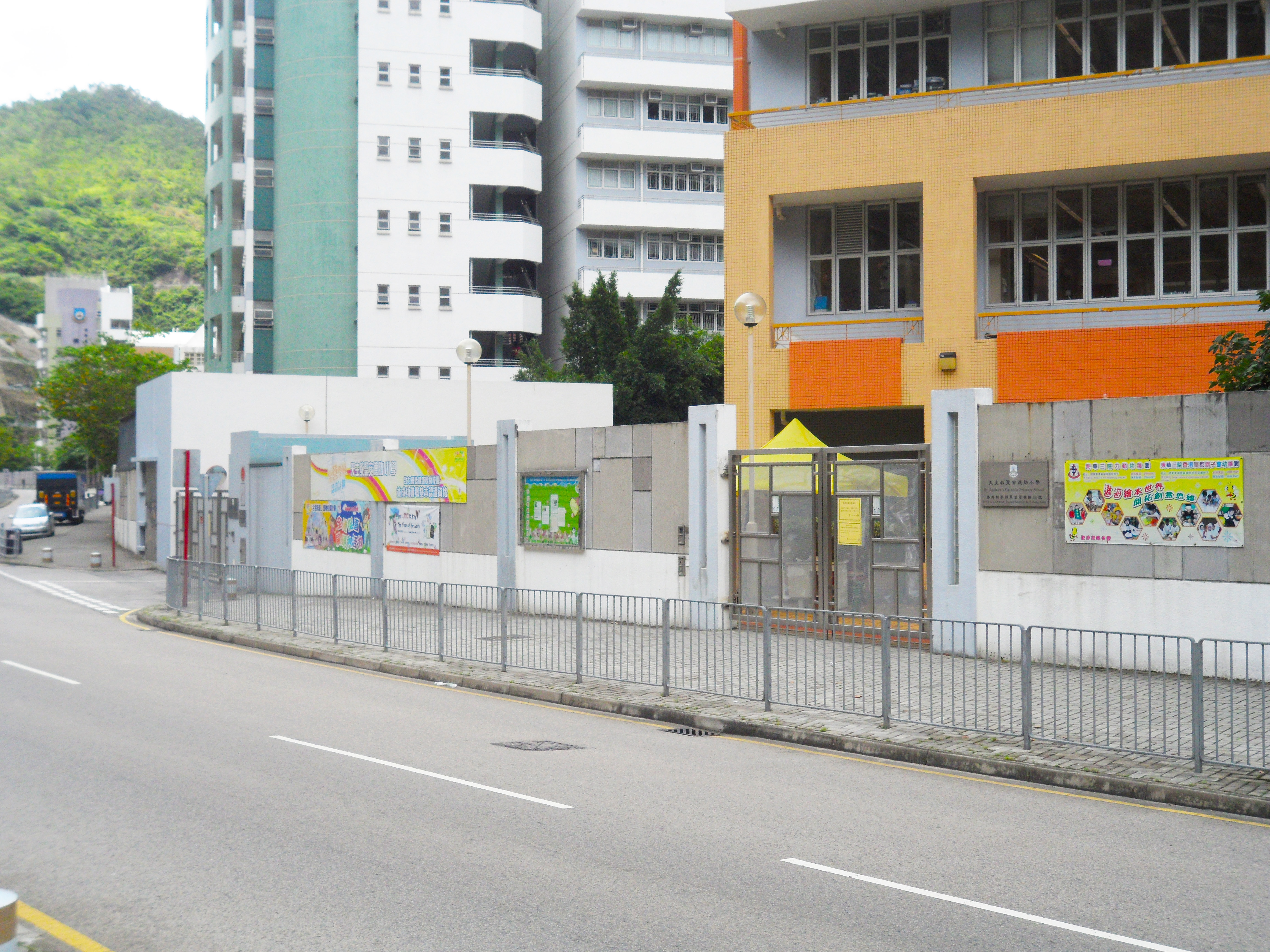
天主教聖安德肋小學外圍與門口

天主教聖安德肋小學（英語：St. Andrew's Catholic Primary School）是西貢區將軍澳調景嶺一間津貼學校，觀塘原校是天主教佑華小學的上午校。由瑪利諾女修會於1961年創辦。直至2004年2月2日遷往將軍澳調景嶺千禧校舍，轉為全日制，並且命名為天主教聖安德肋小學。新校是以耶穌首位宗徒安德肋命名，由香港天主教教區成立。

## 鄰近
- 善明邨
- 健明邨
- 翠嶺路
- 彩明街

## 外部連結
1. 學校位置地圖
2. 天主教聖安德肋幼稚園網站
3. 天主教聖安德肋小學網站# （页面存档备份，存于）